# Astaena insulana
Astaena insulana är en skalbaggsart som beskrevs av Moser 1918. Astaena insulana ingår i släktet Astaena och familjen Melolonthidae. Inga underarter finns listade.